# Hypospila thermesina
Hypospila thermesina là một loài bướm đêm trong họ Noctuidae.